# Adam Britton
Adam Robert Corden Britton (né env. 1971) est un Australien d'origine britannique condamné pour des faits de maltraitance animale, de zoophilie, de zoosadisme et de pédopornographie. Il a été mis en examen en septembre 2023 pour 56 délits liés à de la maltraitance sexuelle et de la torture sur des animaux, ainsi que pour possession de contenus pédopornographiques. Il a reconnu les faits et a été condamné à 10 ans d'emprisonnement en août 2024. 

## Biographie

### Jeunesse et éducation
Adam Britton est né aux alentours de 1971, à Wakefield, dans le Yorkshire de l'Ouest,. Il fait ses études au Queen Elizabeth Grammar School de Wakefield[réf. à confirmer] puis il étudie la zoologie à l'université de Leeds. Il y obtient un Baccalauréat ès sciences en 1992. Il obtient ensuite un doctorat en zoologie à l'université de Bristol en 1996. 
Les documents judiciaires indiquent qu'il cachait depuis son enfance une « attirance sexuelle sadique » envers les animaux et qu'il agressait sexuellement des chevaux dès ses 13 ans.

### Expertise en crocodiles
En 1996, Britton déménage en Australie, et y rencontre sa future épouse Erin, garde forestière et biologiste. Ils créent ensemble un cabinet de conseil s'occupant de crocodiles sauvages. 
Britton et sa femme ont travaillé pour la BBC en tant qu'experts en crocodiles, avec David Attenborough et National Geographic.
Britton a également travaillé comme chercheur associé à l'Université Charles-Darwin. 
Il était apparu dans l'émission Animal Face-Off, produite par NHNZ et Discovery Channel / Animal Planet, comme expert des crocodiles[réf. nécessaire]. 

### Antécédents criminels
Britton commet ses délits de 2014 jusqu'à son arrestation en septembre 2022. Son nom a fait l'objet d'une obligation de silence jusqu'à ce qu'il plaide coupable en septembre 2023. 
Il recherchait des chiens sur le site Internet Gumtree Australia, en prétendant vouloir les reloger, puis il disait à leurs anciens propriétaires qu'ils s'épanouissaient sous ses soins, bien qu'il les avait déjà torturés, physiquement et sexuellement, puis tués. En tout, Britton a abusé de 42 chiens, dont 39 sont morts par la suite. 
À compter du 25 septembre 2023, Britton est condamné à 60 chefs d'accusation, pour avoir utilisé du contenu d'abus sexuel sur mineurs et d'autres contenus zoophiliques ; il plaide coupable à ces accusations.
Sa condamnation est prévue pour décembre 2023,  mais elle est reportée à plusieurs reprises : en février 2024, puis en mai 2024. En mai 2024, sa condamnation est reportée une troisième fois en raison de conflits d'agenda du juge présidant le 11 juillet 2024. Sa condamnation est donc reportée une nouvelle fois au 8 août 2024. Britton est finalement condamné à Darwin le 8 août 2024 à dix ans et cinq mois de prison, avec une période de non libération conditionnelle de six ans. Sa peine est rétroactive à la date de son arrestation en avril 2022. Il lui est également interdit à vie d'acheter des animaux mammifères et d'en avoir sur sa propriété. Le juge Grant a déclaré que sa conduite « … impliquait un degré de perversion et de condamnabilité dépassant l'entendement de toute personne ordinaire ». Britton a déclaré dans une lettre écrite en prison et lue par son avocat qu'il était « vraiment désolé » et qu'il chercherait à « être soigné à long terme ». Le juge n'était pas convaincu que Britton ait réellement eu des remords pour ses actes, déclarant « Je n'ai également aucun doute que vous auriez continué vos activités si vous n'aviez pas été arrêté par la police ». 
Emma Hurst, du parti politique animaliste australien Justice pour les animaux, a déclaré que la sentence était « pathétiquement faible » et a ajouté : « Quand quelqu'un torture, viole et tue des animaux d'une manière aussi sadique, une punition conséquente doit être actée. ». 
En 2022, une législation introduite dans le Territoire du Nord aggrave les sanctions pour cruauté envers les animaux, notamment en allongeant la peine maximale pour cruauté aggravée envers les animaux à cinq ans d'emprisonnement. Toutefois, ses crimes ont eu lieu avant l’entrée en vigueur de cette loi ; la peine maximale était alors de deux ans. 

## Vie personnelle
Il était marié à sa femme, Erin, depuis 1997. Depuis sa condamnation, elle l'a quittée,.